# Anaphes hundsheimensis
Anaphes hundsheimensis är en stekelart som först beskrevs av Soyka 1946.  Anaphes hundsheimensis ingår i släktet Anaphes och familjen dvärgsteklar. Inga underarter finns listade i Catalogue of Life.